# Позориште Вест Енд
Позориште Вест Енд је популарно професионално позориште организовано у великим позориштима у лондонском кварту Вест Енд и његовој околини.  Заједно са Бродвејским театром  у Њујорку, обично се сматра да позориште Вест Енд  представља највиши ниво комерцијалног позоришта на енглеском говорном подручју. Гледање представе на Вест Енду уобичајена је туристичка активност у Лондону.
На Вест Енду има укупно 39 позоришта, а Позориште Друри Лејн, отворено у мају 1663. године, најстарије је позориште у Лондону.  Позориште Савој,  саграђено је да би се у њему приказивале популарне серије комичних опера Гилберта и Саливана, од 1881. године у потпуности је осветљено струјом. 
Друштво лондонског театра (SOLT) саопштило је да је 2018. година рекордна година за престоницу позоришне индустрије са посећеношћу од 15,5 милиона, први пут од када је организација почела да прикупља податке о публици 1986. године. Приходи од улазница прешли су 765 милиона фунти.  Иако је посећеност у 2019. години пала за 1,4% у односу на претходну годину, приходи од карата достигли су рекордних 799 милиона фунти.  На лондонској позорници често се појављују познати глумци, како британски тако и међународни. 

## Историја
Позориште у Лондону процветало је после енглеске реформације. Прву сталну јавну сцену, познату као Театар, саградио је 1576. године у Шордичу Џејмс Бербиџ. Ускоро им се придружио и Позориште Завеса. За оба је познато да их је користила глумачка дружина Вилијама Шекспира. Године 1599. дрвена грађа од које је био саграђен Театар премештена је у Садек где је коришћена у изградњи позоришта Глоуб, у новом позоришном округу формираном изван контроле градских власти. Ова позоришта су затворена 1642. године због пуританаца који ће касније довести до interregnuma (међувлашћа) из 1649. године. 
Након рестаурације енглеске монархије 1660. године, две глумачке дружине су добиле дозволу за наступ, Позоришна дружина Војводе од Јорка и Краљева позоришна дружина. Наступи су одржавани у зградама адаптираним за ту намену, попут Лислијевог тениског терена. Прво позориште на Вест Енду, познато као Краљевско позориште у Бриџес улици, пројектовао је Томас Килигру, а саграђено је на месту данашњег Краљевског позоришта Друри Лејн. Отворено је 7. маја 1663. године, а уништено у пожару девет година касније. Замењено је новом грађевином коју је пројектовао Кристофер Рен и преименовао у Краљевско позориште Друри Лејн.  
Изван Вест Енда, 3. јуна 1683. године у Излингтону  отворено  је Позориште Садлерс Велс. Име је добило по оснивачу Ричарду Садлеру и манастирским изворима који су откривени на имању.   Позориште је радило као "Музичка кућа", у којој су извођене опере, јер није имало дозволу за извођење представа. У Вест Енду, Краљевско позориште Хејмаркет отворено је 29. децембра 1720. године на месту мало северније од своје тренутне локације, а Ројал Опера Хаус отворена је у Ковент гардену 7. децембра 1732. године. 
Патентне позоришне групе задржале су свој дуопол над драмом  све до 19. века, а сва остала позоришта могла су да изводе само музичке представе. Међутим, почетком 19. века представе у мјузикхоловима су постале  популарне, а презентери су пронашли рупу у ограничењима непантираних позоришта у жанру мелодраме. Мелодрама није прекршила Патентни закон, јер ју је пратила музика. У почетку су се ове музичке забаве приказивале у великим дворанама, поред пабова, али наменска позоришта почела су се градити у Ист Енду код Шордича и у Вајтчапелу. 
Позоришни округ Вест Енд основан је отварањем многих малих позоришта и сала, укључујући позориште  Аделфи на Странду отворено 17. новембра 1806. године. Јужно од Темзе, позориште Олд Вик  на Ватерло роуду, отворено је 11. маја 1818. године. Ширење позоришног округа Вест Енд је убрзано Законом о позориштима из 1843. године, који је ублажио услове за извођење представа, а улица Странд добила је још једно место када је Водвиљски театар отворен 16. априла 1870. године. У наредних неколико деценија отворило се мноштво нових позоришта на Вест Енду. Критерион позориште отворено је у Пикадили серкусу 21. марта 1874. године, а 1881. године појавиле су се још две куће: Позориште Савој на Странду, који је Ричард Д`Ојли Карт изградио посебно за приказивање комичних опера Гилберта и Суливана, отворено је 10. октобра (прво позориште било је осветљено хладнијим, чистијим електричним светлима), а пет дана касније Позориште комедије отворено је као Краљевско позориште комедије у улици Пантон на Лестер тргу. Име је скраћено три године касније.  Отворено 1903. године, Ново позориште преименовано је 2006. године у Позориште Ноела Кауварда у част драматурга Ноела Кауварда. Изградња позоришних зграда наставила се све до Првог светског рата. 
Током педесетих и шездесетих година двадесетог века, многе представе су приказиване у позоришним клубовима како би се избегла цензура коју је тада извршавала Канцеларија лорда Чембрлејна.  Закон о позориштима из 1968. године коначно је укинуо цензуру на позорницама у Великој Британији. 

## Театарленд
"Театарленд",  главна позоришна четврт Лондона,  садржи око четрдесет места за одржавања представа и налази се у центру Вест Енда. Традиционално га дефинише аутопут Странд на југу, Оксфорд стрит на северу, Риџент стрит на западу и Кингсвеј на истоку, али се неколико других позоришта у близини такође сматра "Вест Ендом" иако су изван тог подручја (нпр.  Позориште Аполо Викторија у Вестминстеру). Истакнуте позоришне улице су Друри Лејн, авенија Шафтсбери и Странд. Представе које се приказују су претежно мјузикли, класичне и модерне представе и комедије. 
Многа позоришта на Вест Енду су касно викторијанске или едвардијанске градње и налазе се у приватном власништву. Многи објекти су архитектонски импресивни, а највећи и најбоље одржавани одликују се великим неокласицистичким, романичким или викторијанским фасадама и луксузним, детаљним дизајном ентеријера. 
Међутим, због старости зграда, простор за ноге је често мали, а просторије за публику попут барова и тоалета често су много мање него у модерним позориштима. Заштићени статус зграда и њихове затворене урбане локације, у комбинацији са финансијским ограничењима, отежавају значајна побољшања нивоа комфора. Позоришни труст је 2003. године проценио је да је инвестиција од 250 милиона фунти током наредних 15 година потребна за модернизацију,  и навели су да је 60% позоришта имало седишта са којих позорница није била потпуно видљива.  Власници позоришта безуспешно су тражили пореске олакшице да би им помогли да плате трошкове. 
Од 2004. године па надаље било је неколико инцидената због пада гипсаних радова или отказивања представа због хитних поправки зграда. Ови догађаји су кулминирали делимичним урушавањем плафона Аполо театра у децембру 2013. године.  Код ранијих инцидената, само један је довео до повређивања људи  али у Аполо театру је због повреда 76 људи требало лечење.  Обнова Доминион позоришта  завршена је 2017. године представљањем новог двостраног LED екрана, највећег пројекцијског екрана највеће резолуције на спољашности позоришта у Вест Енду. 
У 2012. години бруто продаја од 529,787,692 фунте била је већа за 0,27%, а посећеност је такође порасла за 0,56% на 13,992,773 у односу на исти период претходне године  У 2013. години продаја се  поново повећала за 11%, на 585,506,455 фунти,  са повећањем посећености на 14,587,276.  То се десило упркос незнатно мањом броју представа у 2013. године. 
После савета владе 16. марта 2020. године, због пандемије COVID -19, сва позоришта у Вест Енду затворена су до даљег. 

## Дуготрајне представе
Дужина емитовања представе на Вест Енду зависи од продаје карата. Најдуговечнији мјузикл у историји Вест Енда који се још увек приказује су Јадници у продукцији Камерона Мекинтоша, који се у Лондону играју од октобра 1985. године. Јадници су претекли  Мачке Ендру Лојд Вебера које су скинуте са репертоара 2002. године након  8.949 представа и 21 године, као и најдуговечнији Вест Енд музикл свих времена. Остали дуготрајне представе су Фантом из опере Лојд Вебера и Крвна браћа Вилија Расела   који су такође престигли Мачке . Међутим, представа Агате Кристи Мишоловка је најдужа драмска продукција на свету и непрекидно се изводи од 1952. године. 

## Списак позоришта Вест Енд
- Ако се тренутно не приказује ниједна представа, наведена продукција је следећа планирана  (датуми обележени *).
- Ако следећа планирана представа није најављена, важећи ступци остају празни.

| Позориште                     | Адреса             | Капацитет | Власник                                | Тренутна продукција         | Класификација | Премијера           | Завршетак приказивања |
| ----------------------------- | ------------------ | --------- | -------------------------------------- | --------------------------- | ------------- | ------------------- | --------------------- |
| Аделфи позориште              | Странд             | 1436      | LW Theatres / Nederlander Organization |                             |               |                     |                       |
| Алдвич позориште              | Алдвич             | 1176      | Nederlander Organization               | Тина                        | Мјузикл       | 17. април 2018.     |                       |
| Позорориште Амбасадорс        | Вест стрит         | 444       | Ambassador Theatre Group               |                             |               |                     |                       |
| Аполо театар                  | Шафтсбури авенија  | 775       | Nimax Theatres                         | Сви говоре о Џејмију        | Мјузикл       | 22. новембар 2017.  |                       |
| Аполо Викторија театар        | Вилтон роуд        | 2384      | Ambassador Theatre Group               | Зао                         | Мјузикл       | 27. септембар 2006. |                       |
| Уметничко позориште           | Грејт Њупорт стрит | 350       | JJ Goodman Ltd.                        | Шест                        | Мјузикл       | 29. јануар 2019.    |                       |
| Позориште Кембриџ             | Ерлхам стрит       | 1283      | LW Theatres                            | Матилда                     | Мјузикл       | 24. новембар 2011.  |                       |
| Позориште Критерион           | Џермејн стрит      | 593       | Criterion Theatre Trust                |                             |               |                     |                       |
| Доминион позориште            | Тотенхем Корт роуд | 2069      | Nederlander Organization               | Принц Египта                | Мјузикл       | 25. фебруар 2020.   |                       |
| Војвоткино позориште          | Катарина стрит     | 494       | Nimax Theatres                         | Погрешна представа          | Драма         | 14. септембар 2014. |                       |
| Позориште Војводе од Јорка    | Св. Мартинс лејн   | 650       | Ambassador Theatre Group               |                             |               |                     |                       |
| Фортуна театар                | Расел стрит        | 432       | Ambassador Theatre Group               | Жена у црном                | Драма         | 7. јун 1989.        |                       |
| Позориште Гарик               | Черинг крос стрит  | 718       | Nimax Theatres                         |                             |               |                     |                       |
| Гилгуд позориште              | Шафтсбури авенија  | 986       | Delfont Mackintosh Theatres            |                             |               |                     |                       |
| Позориште Џилијан Лејн        | Друри Лејн         | 1108      | LW Theatres                            | Пепељуга                    | Мјузикл       | 28. октобар 2020.*  |                       |
| Позориште Харолд Пинтер       | Пантон стрит       | 796       | Ambassador Theatre Group               |                             |               |                     |                       |
| Позориште Њеног величанства   | Хејмаркет          | 1160      | LW Theatres                            | Представа која иде погрешно | Мјузикл       | 9. октобар 1986.    |                       |
| Лондон Паладијум              | Аргил стрит        | 2286      | LW Theatres                            |                             |               |                     |                       |
| Лицејски театар               | Велингтон стрит    | 2100      | Ambassador Theatre Group               | Краљ лавова                 | Мјузикл       | 19. октобар 1999.   |                       |
| Лирик театар                  | Шафтсбури авенија  | 967       | Nimax Theatres                         |                             |               |                     |                       |
| Позориште Ноела Кауварда      | Св. Мартинс лејн   | 872       | Delfont Mackintosh Theatres            | Dear Evan Hansen            | Мјузикл       | 19. новембар 2019.  |                       |
| Новело театар                 | Алдвич             | 1143      | Delfont Mackintosh Theatres            | Mamma Mia!                  | Мјузикл       | 6. април 1999.      |                       |
| Позориште Палас               | Шафтсбури авенија  | 1400      | Nimax Theatres                         | Хари Потер и уклето дете    | Драма         | 25. јул 2016.       |                       |
| Позориште Финикс              | Черинг крос стрит  | 1012      | Ambassador Theatre Group               | Дођи издалека               | Мјузикл       | 18. фебруар 2019.   |                       |
| Пикадили театар               | Денман стрит       | 1200      | Ambassador Theatre Group               | Лепа жена                   | Мјузикл       | 1. март 2020.       | 2. јануар 2021.       |
| Плејхаус театар               | Крејвен стрит      | 786       | Ambassador Theatre Group               |                             |               |                     |                       |
| Позориште Принца Едварда      | Олд Комптон стрит  | 1650      | Delfont Mackintosh Theatres            | Мери Попинс                 | Мјузикл       | 13. новембар 2019.  |                       |
| Позориште Принца од Велса     | Конвентри стрит    | 1160      | Delfont Mackintosh Theatres            | Књига Мормона               | Мјузикл       | 21. март 2013.      |                       |
| Позориште Савој               | Странд             | 1158      | Ambassador Theatre Group               |                             |               |                     |                       |
| Позориште Шафтсбури           | Шафтсбури авенија  | 1400      | The Theatre of Comedy Company          | & Јулија                    | Мјузикл       | 20. новембар 2019.  |                       |
| Позориште Сонхејм             | Шафтсбури авенија  | 1074      | Delfont Mackintosh Theatres            | Јадници                     | Мјузикл       | 16. јануар 2020.    |                       |
| Позориште Светог Мартина      | Вест стрит         | 550       | Stephen Waley-Cohen                    | Мишоловка                   | Драма         | 25 November 1952    |                       |
| Позориште Друри Лејн          | Катарина стрит     | 2196      | LW Theatres                            | Фрозен                      | Мјузикл       | 11 November 2020*   |                       |
| Краљевско позориште Хејмаркет | Хејмаркет          | 888       | Crown Estate                           | Мућке                       | Мјузикл       | 19 February 2019    |                       |
| Трафалгар Студиос             | Вајтхол            | 400       | Trafalgar Entertainment Group          |                             |               |                     |                       |
| Водвиљски театар              | Странд             | 690       | Nimax Theatres                         | Погрешна магија             | Драма         | 8. јануар 2020.     |                       |
| Позориште Викторија Палас     | Викторија стрит    | 1517      | Delfont Mackintosh Theatres            | Хамилтон                    | Мјузикл       | 21. децембар 2017.  |                       |
| Позориште Виндхам             | Св. Мартинс Корт   | 750       | Delfont Mackintosh Theatres            |                             |               |                     |                       |

### Предстојеће продукције
| Производња                                    | Позориште                  | Отварање          | Класификација | Реф    |
| --------------------------------------------- | -------------------------- | ----------------- | ------------- | ------ |
| Мали ирвас                                    | Позориште Амбасадорс       | Одложено          | Драма         | [ 36 ] |
| Доктор                                        | Позориште Војводе од Јорка | Одложено          | Драма         | [ 37 ] |
| Кућа лутака                                   | Плејхаус позориште         | Одложено          | Драма         | [ 38 ] |
| Скитница                                      | Позориште Гарик            | октобар 2020.     | Мјузикл       | [ 39 ] |
| Устани, устани!                               | Лирик театар               | фебруар 2021.     | Мјузикл       | [ 40 ] |
| Џозеф и невероватни капут снова у техниколору | Лондон Паладијум           | 15. јул 2021.     | Мјузикл       | [ 41 ] |
| Пијев живот                                   | Позориште Виндхам          | Одложено          | Драма         | [ 42 ] |
| Мулен Руж!                                    | Пикадили театар            | Март 2021         | Мјузикл       | [ 43 ] |
| Отресао                                       | Трафалгар Студиос          | ТБА               | Драма         | [ 44 ] |
| Недеља у парку са Џорџом                      | Позориште Савој            | 2021.             | Мјузикл       | [ 45 ] |
| Убити птицу ругалицу                          | Гилгуд позориште           | Одложено          | Драма         | [ 46 ] |
| Лоше девојке                                  | ТБА                        | Пролеће 2021.     | Мјузикл       | [ 47 ] |
| Човек јастук                                  | Позориште Војводе од Јорка | 2021.             | Драма         | [ 48 ] |
| Ватсонови                                     | Позориште Харолд Пинтер    | Одложено          | Драма         | [ 49 ] |
| Пантомима                                     | Лондон Паладијум           | 5. децембар 2020. | Пантомима     | [ 50 ] |

## Лондонска некомерцијална позоришта
Израз "Позориште Вест Енд" се генерално користи да би се означиле комерцијалне продукције у Театарленду. Међутим, водећа некомерцијална позоришта у Лондону уживају велики уметнички престиж. Ту спадају Краљевско национално позориште, Барбикански центар, Шекспиров Глоуб (укључујући позориште Сама Ванамејкера), Олд Вик, Позориште Краљевског суда, Позориште Садлерс Велс  и Позориште Риџентс Парк Опен Ер. Ова позоришта постављају драме Вилијама Шекспира и друге класичне представе и премијере нових представа водећих драматурга. Успешне продукције из некомерцијалних позоришта понекад се преносе у неку од комерцијалних кућа Вест Енд на дуже време. 
Краљевска опера се сматра једном од највећих оперских кућа на свету, упоредивом са Опером Гарније, Миланском скалом и Метрополитен опером. Опште позната као Ковент гарден, због своје локације, она је дом Краљевске опере, Краљевског балета и резиденцијалног симфонијског оркестра, и домаћин  других водећих оперских кућа на гостовањима, балетских трупа и перформанса из целог света. 
Такође, Лондонски колосеум је резиденцијална кућа Енглеске националне опере. Позориште је и лондонска база за представе Енглеског националног балета, који редовне сезоне изводе током целе године када нису на турнејама. 
Пикок позориште смештено је на ивици театарске области. Сада је у власништву Лондонске школе економије и политичких наука, а увече се користи за плесне представе Садлерс Велса, који у име школе управљају позориштем. 

## Друга лондонска позоришта
У Лондону постоји велики број позоришних продукција изван Вест Енда. Велики део тога познат је као "фринџ театар" који је еквивалент позоришту Off-Broadway и Off-Off-Broadway у Њујорку. Међу њима су Позориште Буш и Складиште Донмар. Френџ позоришта се крећу од добро опремљених малих позоришта до соба изнад пабова, а представе се крећу од класичних представа и кабареа, до представа на језицима лондонских етничких мањина. Извођачи се крећу у распону од младих професионалаца до аматера. 
Постоје многа позоришта широм Великог Лондона, као што су Лирик Хамерсмит, Позориште Ројал Стратфорд Ист, Роуз Театар, Кингстон, Њу Вимблдон позориште, Рудолф Стејнер позориште у Вестминстеру, у Ашкрофт позориште у Кројдону, Секомб позориште у Сатону и Черчил позориште у Бромлију. 

## Награде
Постоје бројна годишња признања за изузетна достигнућа у лондонском позоришту: 
- Награде „Лоренс Оливије”
- Награде стандардних  вечерњих позоришта
- WhatsOnStage награда
- Награде позоришних критичара
- Натионалне плесне награде
- Награде Вест Енд Керс
- Награде Вест Енд Фрејм